# آلبرت فیبری
آلبرت فیبری (انگلیسی: Albert Feebery; ۹ آوریل ۱۸۸۹ – ۱۹۶۴ (۷۴−۷۵ سال)) بازیکن فوتبال اهل بریتانیا بود.
از باشگاه‌هایی که در آن بازی کرده‌است می‌توان به باشگاه فوتبال ناتینگهام فارست اشاره کرد.